# Patrick Nwadike
Patrick Emeka Nwadike, född 29 augusti 1998, är en svensk fotbollsspelare som spelar för FK Spartak Trnava.

## Karriär
Under tidiga år representerade Nwadike Landskronaklubben IK Wormo för att 2019 byta lag till Landskrona BoIS. Från BoIS lånades Nwadike till en början ut till KSF Prespa Birlik. Från säsongen 2021 spelar han i allsvenska IK Sirius.
I juni 2025 lämnade Nwadike Sirius och skrev på för slovakiska FK Spartak Trnava.